# Casa de la Vila de Banyoles
La Casa de la Vila de Banyoles és una casa noucentista de Banyoles (Pla de l'Estany) inclosa a l'Inventari del Patrimoni Arquitectònic de Catalunya.

## Descripció
Edifici noucentista encara que amb una forta valoració d'elements neoclàssics. La seva planta s'organitza a l'entorn d'un espai central on s'ubica l'escala. La façana resulta un clar exemple de la tendència neoclàssica que impregna tota la construcció. A la planta baixa trobem la gran porta d'accés, d'arc de mig punt i encoixinats que l'envolten. Flanquejant-la a cada costat s'obren dues finestres, les motllures de les quals serveixen per mantenir la mateixa línia estilística. El pis planta adquireix tota la seva noblesa en aquesta façana. Així una gran balconera de pedra amb barana de balustres la recorre de llevant a ponent, englobant tots els finestrals. D'aquests, el central s'emfatitza amb la corba de la balconera i per la presencia al seu davant damunt d'un timpà rodó. La part superior compte amb un ràfec molt marcat, una barana de balustres i, sobretot, un immens timpà triangular central. Tots aquests elements permeten una conclusió grandiloqüent de l'obra.